# Túnel Santa Bárbara
El Túnel Santa Bárbara es un túnel ubicado en la ciudad de Río de Janeiro, Brasil. Une los barrios cariocas de Catumbi (Avenida 31 de Marzo) y Laranjeiras (Rúa Pinheiro Machado), evitando el paso por el centro del tránsito entre la zona norte y la zona sur de la ciudad. 

## Historia

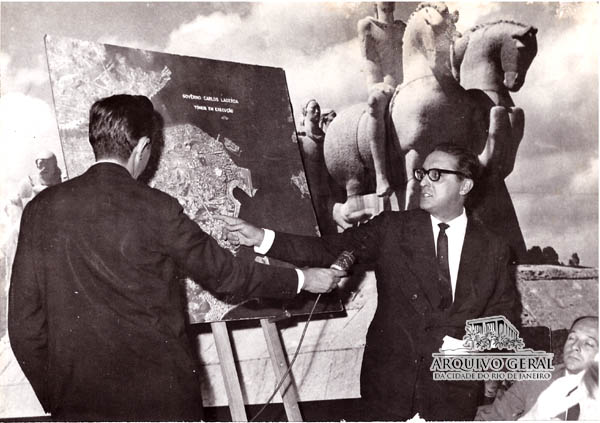
Gobernador Carlos Lacerda exponiendo el proyecto del túnel

Sus obras fueron iniciadas en 1947 y concluidas recién en 1963, siendo inaugurado el 22 de abril de 1964. La demora se justificó por la necesidad de expropiaciones judiciales de setenta y cinco inmuebles (treinta y dos en el lado de Laranjeiras y cuarenta y tres en Catumbi). lo que implicó dificultades inclusive para el establecimiento de las zonas de construcción. Por tratarse de un túnel de apenas un tubo, se verificó el flujo de vehículos en el sentido contrario no permitía la disipación del aire contaminado, lo que llevó a la instalación del actual muro que divide los dos sentidos de flujo vehicular del túnel, con su reinauguración en 1992.
Durante su construcción fallecieron 18 obreros. Para homenajearlos, una obra de la pintora Djanira, hecha de azulejos, fue instalada en el túnel. Debido a la degradación de la obra de arte por causa de la humedad, la misma fue reubicada posteriormente en el Museo Nacional de Bellas Artes.
Su proyecto original formó parte del complejo vial de la Linha Lilás, vía expresa incluida en el Plan Doxiadis.
Incluso antes de su inauguración, el túnel atraía el interés popular por sus características, en especial, su tamaño, con titulares de los periódicos llegando a señalar respecto al túnel que "Se ha entregado el túnel más grande la ciudad - Orgullo de la ingeniería brasileña".

## Características
Tiene un tubo de 1,357 metros de longitud por 17,5 m de ancho y cuatro carriles de circulación. Fue el primer túnel abierto en la ciudad y el primero en tener ventiladores. En su época fue considerado el más grande de Sudamérica y uno de los más modernos del mundo. 
Para su acceso se construyeron: 
- En el ingreso sur, el Viaducto Ingeniero Noronha, sobre la rua das Laranjeiras, habiendo sido ensanchadas para la pista doble las rúas Pinheiro Machado y Farani. Este viaducto, con 356 metros de largo, poseía en la época el mayor vano libre en concreto pretensado de Sudamérica con 56 metros.
- En el ingreso norte, el Viaduto Doctor Agra, sobre la rúa del mismo nombre, además del asfaltado de todas las calles de Catumbi y la canalización del río Papa-Couve.

Actualmente está dividido en dos galerías, el túnel posee un sistema de control de polución. Con un tráfico de 100 mil vehículos por día, es cerrado para realizar labores de mantenimiento y limpieza todos los lunes y los miércoles entre las 23h50min y las 4h30min, con excepción de los días feriados.